# Taxes aériennes

Taxes sur les passagers aériens en Europe
Taxes existantes
Introduction en cours
Actuellement pas de taxes, mais en faveur des taxes sur les passagers à l'échelle de l'UE
Taxes dans le passé mais plus aujourd'hui
Pas de taxes sur les passagers

Les taxes aériennes ou taxes aéroportuaires (aussi désignées par redevance ou surcharge) sont des sommes d'argent prélevées par les compagnies aériennes sur chaque billet d'avion. Elles sont utilisées pour couvrir les frais d'entretien des aéroports ou encore la sécurité des pistes.

## Composition
Les taxes aériennes peuvent se décomposer en différentes parties, chacune dédiée au financement de services ou d'infrastructures. Les taxes sont désignées par un code sur le billet d'avion ou le reçu de paiement.

### Taxes en Europe
Les taxes communes à l'Europe sont les suivantes :
- La redevance passager ou taxe d'aéroport (code QW ou QX), finance  l’entretien des aérogares. Elle dépend de l'aéroport et du trajet du passager.
- La surcharge transporteur ou surcharge carburant (code YQ), perçue par la compagnie aérienne pour compenser l'augmentation du prix du carburant.
- La redevance d'atterrissage et de stationnement, elle finance les pistes et voies de circulation, et dépend du poids de l'avion[1].

#### Allemagne

catégorie 1
catégorie 2
catégorie 3

Le Bundestag vote le 28 octobre 2010 la taxe sur les billets d'avion, qui entre en vigueur le 1er janvier 2011. Celle-ci concerne uniquement le transport de passagers, le fret aérien étant exempté. Les passagers en transit ne sont pas taxés. Trois tranches de taxes sont définies, en fonction de la distance par rapport à l'aéroport de Francfort, le plus important du pays. 
| Catégorie | Pays concernés                                        | Montant (2011) | Montant (04/2020) |
| --------- | ----------------------------------------------------- | -------------- | ----------------- |
| 1         | Europe incluant Groenland, Russie et Turquie, Maghreb | 8 €            | 12,90 €           |
| 2         | Pays à moins de 6 000 km de distance                  | 25 €           | 32,67 €           |
| 3         | Autres pays                                           | 45 €           | 58,82 €           |

Le montant total collecté est d'environ un milliard d'euros, versés au budget fédéral. Il devrait s'accroître de 740 millions d'euros par an avec l'augmentation de la taxe décidée par le gouvernement en octobre 2019 (74% pour les court et moyen-courriers et 41% sur les longs courriers) et entrée en vigueur le 1er avril 2020.

#### Autriche

catégorie 1
catégorie 2
catégorie 3

Une taxe sur les billets d'avions a été introduite en 2011. Celle-ci s'applique aux avions au départ de l'Autriche, c'est-à-dire ceux de Vienne, Salzbourg, Linz, Innsbruck, Klagenfurt et Graz. Le montant de la taxe est divisé en trois catégories :
| Catégorie | Pays                                                                    | Montant |
| --------- | ----------------------------------------------------------------------- | ------- |
| 1         | Europe et pays du pourtour méditerranéen                                | 3,50 €  |
| 2         | Asie centrale et Proche-Orient jusqu'à l'Inde, partie nord de l'Afrique | 7,50 €  |
| 3         | Autres pays                                                             | 17,50 € |

#### France
En plus des taxes propres à l'Europe, il faut ajouter :
- La taxe sûreté sécurité environnement (code XT), finance les diverses mesures de sécurité présentes dans les aéroports. Son montant varie selon l'aéroport [6].
- La taxe de l'aviation civile (TAC, code FR), finance le fonctionnement de la DGAC [7].
- La taxe sur les nuisances sonores aériennes (TNSA), en vigueur sur les 10 plus grands aéroports nationaux (Roissy, Orly, Marseille, Nice, Toulouse, Lyon, Bordeaux, Strasbourg, Mulhouse et Nantes) depuis l'année 2005
- la taxe de solidarité sur les billets d'avion à l'initiative de Jacques Chirac et en vigueur depuis 2006[8].

En France, les montants des taxes et redevances sont fixés annuellement par arrêté interministériel, en fonction du besoin de financement sur chaque aéroport.

#### Irlande
Du 30 mars 2009 au 1er avril 2014, la république d'Irlande prélevait une taxe de trois euros par passager.

#### Norvège
La Norvège prélève une taxe sur les billets d'avions, dont le montant est, à partir du 1er avril 2019, 75 NOK si la destination est en Europe, 200 NOK sinon. Le Groenland, la France d'outre-mer, Chypre, la Turquie et la Russie au-delà de l'Oural doivent payer le montant maximum.

#### Pays-Bas
Les passagers au départ des Pays-Bas s'acquittent d'une taxe d'un montant de 7,95 €, puis de 28,58 € à partir du 1er janvier 2023. 

#### Royaume-Uni
Les passagers au départ du Royaume-Uni ou de l'Île de Man doivent payer l'Air Passenger Duty.

#### Suède

catégorie 1
catégorie 2
catégorie 3

La Suède introduit le 1er avril 2018 une taxe sur les billets d'avion. En 2019, celle-ci se décline en trois montants, dépendant de la destination :
| Catégorie | Pays                                                                                   | Montant       |
| --------- | -------------------------------------------------------------------------------------- | ------------- |
| 1         | Europe excluant la Russie                                                              | 61 couronnes  |
| 2         | Asie centrale, Moyen-Orient jusqu'au Pakistan, nord de l'Afrique, Canada et États-Unis | 255 couronnes |
| 3         | Autres pays                                                                            | 408 couronnes |

## Conditions de remboursement
Si un passager annule son billet ou n'embarque pas à bord, il peut se faire rembourser certaines taxes aériennes en en faisant la demande à la compagnie aérienne,.